# 列斯諾耶區
58°16′58″N 35°31′16″E / 58.28278°N 35.52111°E
列斯諾耶區（俄语：Лесной район），是俄羅斯的一個區，位於該國西部，由特維爾州負責管轄，面積約1,633平方公里，2010年該區人口5,252，人口密度每平方公里3.22人。